# Harnischia sibabecea
Harnischia sibabecea är en tvåvingeart som beskrevs av Sasa, Sumita och Suzuki 1999. Harnischia sibabecea ingår i släktet Harnischia och familjen fjädermyggor. Inga underarter finns listade i Catalogue of Life.